# Список Vins de Primeur
Vins de primeur або vins nouveaux так звані «молоді» (ординарні) вина дозволені правилами AOC, що надходять на продаж у тому ж році, коли було зібрано урожай. Найвідомішим із таких вин є Божоле нуво, яке надходить у продаж через декілька тижнів після збору винограду. Станом на 2005 рік 55 апелласьйонів мали дозвіл на виготовлення таких вин. Приблизно половина з них мають право на етикетці ставити слова «primeur» чи «nouveau». Залежно від правил AOC вина можуть бути білими, рожевими або червоними.

## Білі вина
Апелласьйони яким доволено виготовлення та продаж білого вина:
- Анжу (Anjou AOC)
- Бле (Blayais AOC)
- Бургундія (Bourgogne AOC)
- Бургундія аліготе (Bourgogne aligoté AOC)
- Бургундія великі ординарні (Bourgogne Grand Ordinaire AOC)
- Кот де Бур (Côtes de Bourg AOC)
- Антр-Де-Мер (Entre-Deux-Mers AOC)
- Грав (Graves AOC)
- Грав де Вер (Graves de Vayres AOC)
- Макон суперіор (Mâcon supérieur AOC)
- Макон віллаж (Mâcon-villages AOC)
- Мускадет (Muscadet AOC)
- Мускадет де Севр-е-Мен (Muscadet de Sèvre-et-Maine AOC)
- Мускадет де коте де ла Луар (Muscadet des coteaux de la Loire AOC)
- Мускадет Кот де Гран-Льє (Muscadet Côtes de Grand-Lieu AOC)
- Прем'єр Кот де Бле (Premières Côtes de Blaye AOC)
- Сент-Фой-Бордо (Sainte-Foy-Bordeaux AOC)
- Сомюр (Saumur AOC)
- Турень (Touraine AOC)

## Рожеві вина
Апелласьйони яким доволено виготовлення та продаж рожевого вина:
- Бордо (Bordeaux AOC)
- Каберне д'Анжу (Cabernet d'Anjou AOC)
- Каберне де Сомюр (Cabernet de Saumur AOC)
- Фожер (Faugères AOC)
- Роз д'Анжу (Rosé d'Anjou AOC)
- Роз де Луар (Rosé de Loire AOC)
- Сен-Шиньян (Saint-Chinian AOC)
- Тавель (Tavel AOC)
- Турень (Touraine AOC)

## Білі або рожеві вина
Апелласьйони яким доволено виготовлення та продаж білого або рожевого вина:
- Бузет (Buzet AOC)
- Корбьєр (Corbières AOC)
- Костьєр де Нім (Costières de Nîmes AOC)
- Коте д'Екс-ан-Прованс (Coteaux d'Aix-en-Provence AOC)
- Коте дю Лангедок (Coteaux du Languedoc AOC)
- Коте Варуаз (Coteaux Varois AOC)
- Кот де Дюра (Côtes de Duras AOC)
- Кот дю Марманд (Côtes du Marmandais AOC)
- Кот де Прованс (Côtes de Provence AOC)
- Макон (Mâcon AOC)
- Мінервуа (Minervois AOC)
- Монтравель (Montravel AOC)

## Рожеві або червоні вина
Апелласьйони яким доволено виготовлення та продаж рожевого або червоного вина:
- Анжу Гаме (Anjou Gamay AOC)
- Божоле (Beaujolais AOC) включно з Божоле нуво (Beaujolais Nouveau)
- Божоле суперіор (Beaujolais supérieur AOC)
- Божоле віллаж (Beaujolais-Villages AOC)
- Коте дю Лангедок (Coteaux du Languedoc AOC)
- Турень Гаме (Touraine Gamay AOC)

## Усі види
Апелласьйони яким доволено виготовлення та продаж усіх видів вин:
- Бержерак (Bergerac AOC)
- Коте дю Ліон (Coteaux du Lyonnais AOC)
- Коте дю Трікастен (Coteaux du Tricastin AOC)
- Кот дю Рон (Côtes du Rhône AOC)
- Кот дю Руссільйон (Côtes du Roussillon AOC)
- Кот дю Ванту (Côtes du Ventoux AOC)
- Гаяк (Gaillac AOC)
- Журансон (Jurançon AOC)